# Regierung Di Rupo I (Wallonien)
Die Regierung Di Rupo I war die zehnte wallonische Regierung. Sie amtierte vom 12. Juli 1999 bis zum 5. April 2000.
Bei der Regionalwahl am 13. Juni 1999 verloren die bisherigen Regierungsparteien Sozialistische Partei (PS) und Christsoziale Partei (PSC) ihre Mehrheit. Die PS bildete eine Regierung gemeinsam mit dem liberalen Wahlbündnis PRL-FDF-MCC und der grünen Ecolo. Ministerpräsident wurde Elio Di Rupo (PS). Di Rupo trat im April 2000 zurück, um sich zukünftig auf seine Aufgaben als Vorsitzender der PS zu konzentrieren. Sein Nachfolger wurde der bisherige Haushaltsminister Jean-Claude Van Cauwenberghe.

## Zusammensetzung
| Amt | Name                         | Partei | Partei      | Amtszeit                     |
| --- | ---------------------------- | ------ | ----------- | ---------------------------- |
| Ministerpräsident | Elio Di Rupo                 |        | PS          | 12. Juli 1999– 5. April 2000 |
| stellvertretender Ministerpräsident und Minister für Wirtschaft, kleine und mittlere Unternehmen, Forschung und neue Technologien | Serge Kubla                  |        | PRL‑FDF‑MCC | 12. Juli 1999– 5. April 2000 |
| stellvertretender Ministerpräsident und Minister für Verkehr, Mobilität und Energie                                               | José Daras                   |        | Ecolo       | 12. Juli 1999– 5. April 2000 |
| stellvertretender Ministerpräsident und Minister für Haushalt, Ausrüstung und öffentliche Arbeiten                                | Jean-Claude Van Cauwenberghe |        | PS          | 12. Juli 1999– 5. April 2000 |
| Minister für Raumordnung, Städtebau und Umwelt                                                                                    | Michel Foret                 |        | PRL-FDF-MCC | 12. Juli 1999– 5. April 2000 |
| Minister für Arbeit, berufliche Weiterbildung und Wohnungen                                                                       | Michel Daerden               |        | PS          | 12. Juli 1999– 5. April 2000 |
| Minister für innere Angelegenheiten und den öffentlichen Dienst                                                                   | Jean-Marie Séverin           |        | PRL-FDF-MCC | 12. Juli 1999– 5. April 2000 |
| Minister für Soziales und Gesundheit                                                                                              | Thierry Detienne             |        | Ecolo       | 15. Juli 1999– 5. April 2000 |
| Minister für Landwirtschaft und den ländlichen Raum                                                                               | José Happart                 |        | PS          | 15. Juli 1999– 5. April 2000 |